# Iuri Iakímov
Iuri Iakímov (rus: Юрий Александрович Якимов)  (Xakhtiorsk, 28 de febrer de 1953) és un remer rus, ja retirat, que va competir sota bandera de la Unió Soviètica durant la dècada de 1970.
El 1976 va prendre part en els Jocs Olímpics d'Estiu de Mont-real, on guanyà la medalla de plata en la competició del quàdruple scull del programa de rem. Formà equip amb Ievgueni Duléiev, Aivar Lazdenieks i Vitautas Butkus.
En el seu palmarès també destaquen dues medalles en el quàdruple scull al Campionat del Món de rem, de plata el 1974 i de bronze el 1975.